# 패트릭 오코넬
패트릭 조지프 오코넬(영어: Patrick Joseph O'Connell; 1887년 3월 8일, 더블린 ~ 1959년 2월 27일, 세인트 팬크러스)은 패디 오코넬(영어: Paddy O'Connell) 혹은 파트리시오 오코넬(스페인어: Patricio O'Connell)로 알려진 아일랜드의 축구 선수이자 감독이다. 그는 선수 시절 수비수였는데, 주로 벨퍼스트 셀틱, 셰필드 웬즈데이, 헐 시티, 그리고 맨체스터 유나이티드에서 활약한 것으로 알려져 있다. 그는 맨체스터 유나이티드에서 활약한 최초의 아일랜드 선수로도 이름을 올렸다.
국제 무대에서, 그는 아일랜드의 주장을 맡아 1914년 브리티시 홈 챔피언십의 우승 주역이 되었다. 그러나, 오코넬은 다수의 라 리가 구단 감독을 맡은 것으로 더 잘 알려져 있다. 그는 베티스를 이끌고 1934-35 시즌에 라 리가 우승을 이끌었고, 스페인 내전 당시에는 바르셀로나를 이끌고 북아메리카 순회를 하였다. 이러한 성공을 거두고도, 그는 1959년에 런던에서 여생을 보내다가 영면에 들었다.

## 유년 시절
오코넬은 현재 크로크 파크에서 멀리 떨어지지 않은 곳인 더블린의 메이블가 16번지에서 출생했다. 14세가 되었을 때, 그는 볼란드 제재소에서 근무했고, 15세에 현장감독이 되기도 했다. 그는 인근 더블린 구단의 유소년부에서도 축구를 병행했는데, 그는 프랭크포트, 스트랜빌 로버스, 그리고 리피 원더러스를 거쳐 벨퍼스트 셀틱에 입단했다. 1909년 3월, 오코넬과 좌측 수비수 피터 워런은 도합 £50의 이적료에 셰필드 웬즈데이로 둥지를 옮겼다.

## 클럽 경력

### 셰필드 웬즈데이
수비에서 핵심 역할을 맡은 오코넬은 베리와의 1908-09 시즌 최종일에 셰필드 웬즈데이 소속으로 잉글랜드 1부 리그 신고식을 치렀다. 그러나, 이후로 오코넬은 잉글랜드인 매코넬, 지미 스푸어스, 그리고 봅 맥스키밍 등의 선수에게 밀려 셰필드 웬즈데이에서 주전 입지를 확보하지 못했다. 그 결과, 그는 리그에서 18경기 FA컵에서 3경기 총 21번의 경기에 출전하는 데에 그쳤다. 그러나, 오코넬은 웬즈데이 소속으로 아일랜드 국가대표팀 경기에 6번 출전했다.

### 헐 시티
1912년 3월, 오코넬은 셰필드 웬즈데이를 떠나 헐 시티에 입단했고, 1912-13 시즌과 1913-14 시즌에 2부 리그에서 도합 58경기를 출전했다. 헐 시티 소속으로 그는 아일랜드 국가대표팀 경기에 세 번 더 출전했다.

### 맨체스터 유나이티드
오코넬은 아일랜드 국가대표팀에서의 인상적인 활약으로 맨체스터 유나이티드의 관심을 받았고, 결국 1914년 5월, £1,000의 가격에 입단했다. 1914-15 시즌, 그는 유나이티드의 주장을 맡아 1부 리그 34경기에 출전해 2골도 넣었다. 그는 FA컵에서 한 경기 더 출전했다. 그는 1914년 9월 2일, 1-3으로 패한 올덤 애슬레틱과의 안방 경기에서 유나이티드 첫 경기를 치렀다. 1915년 4월 10일, 그는 2-2로 비긴 미들즈브러와의 안방 경기에서 2호골을 길고했고, 1-0으로 이긴 애스턴 빌라와의 4월 26일 안방 경기에서 마지막 잉글랜드 리그 경기에 출전했다.

오코넬이 유나이티드에서 활약할 당시 소속 구단은 뒤에서 1부 리그 3등을 기록했고, 승점 1점 차로 간신히 강등을 면했다. 그에게 1915년 영국 축구 도박 스캔들에 연루되는 불미스러운 일이 있었다. 1915년 4월 2일, 강등권의 유나이티드는 중위권 리버풀과의 안방 리그 경기에서 2-0으로 이겼다. 이 경기에서 양 구단의 선수들이 승부 조작을 공모한 것으로 확인되었다. 데이비드 골드블래트는 제1차 세계 대전으로 인해 이듬해 시즌에 리그 경기가 안 열렸기에 경기의 초점이 누가 순위가 오르냐 내리느냐가 아니였다고 주장했다. 그들은 곳 실직될 것이라 생각했기에, 선수들은 스포츠 복권에 유나이티드가 2-0으로 이긴다에 돈을 걸었다. 그에 따라 오코넬이 페널티 킥 주자로 나섰을 때 멀리 차서 실축한 요인이었다고 이었고, 오코넬은 징계를 면했지만 3명의 구단 동료 샌디 턴불, 아서 왈리, 그리고 에녹 웨스트와 리버풀 선수 4명이 잉글랜드 축구 협회로부터 영구 제명 징계 처분을 받았다. 전쟁이 한창인 와중에 오코넬은 유나이티드에 남았지만 클랩턴 오리엔트, 로치데일, 그리고 체스터필드의 초청 선수로 활동했다.

### 덤버턴
1919년 8월, 오코넬은 1919-20 시즌을 앞두고 덤버튼으로 이적했고, 1년차에 31번의 리그 경기와 2번의 스코티시 컵 경기에 출전했다. 그가 출전한 첫 스코티시 풋볼 리그의 경기는 1-1로 비긴 1919년 8월 16일 에어 유나이티드와의 시즌 개막전 경기로, 우측 수비수로 출전했다. 그는 덤버튼 소속으로 처음 세 경기에 우측을 맡았지만 나머지 경기에서는 중앙을 맡았는데, 예외로 해밀턴 아카데미컬과의 1919년 9월 27일 경기에서는 우측을 맡았다. 그의 마지막 덤버튼 경기는 1920년 4월 24일, 3-4로 패한 애버딘과의 원정 경기였다.

### 애싱턴
오코넬이 현역 시절에 마지막으로 활약한 구단은 애싱턴이었다. 구단에서의 1년차인 1920-21 시즌, 애싱턴은 노던 이스턴 리그 소속으로, 총 20개 구단이 참가한 리그에서 9위를 기록했다. 1921-22 시즌, 오코넬은 선수 겸 감독을 맡아 잉글랜드 북부 3부 리그에 출전했다. 오코넬은 애싱턴에 큰 변화를 주었고, 구단의 리그 내 위상이 달라졌다. 안방 구장은 아마추어 리그에서 볼 법한 구장에서 20,000명을 수용할 수 있는 기본적인 좌석 스탠드 경기장으로 개조되었다. 오코넬은 1-0으로 이긴 그림즈비 타운과의 경기에서 9,000명의 관중이 지켜보는 가운데 사상 첫 풋볼 리그 경기를 치렀다. 애싱턴은 10위의 준수한 성적을 거두며 리그를 마쳤고, 오코넬은 2-2로 비긴 사우스포트와의 안방 경기에서 마지막 경기를 뛰었다. 1921년, 애싱턴 소속으로 오코넬은 노스 이스턴 리그를 대표로 센트럴 리그와의 경기에 출전했다.

## 국가대표팀 경력
1912년과 1919년 사이, 오코넬은 아일랜드 국가대표팀 경기에 6번 출전했다. 그가 출전한 첫 국가대표팀 경기는 2월 10일, 1-6으로 패한 잉글랜드를 상대로 한 데일리먼트 파크에서 열린 1912년 브리티시 홈 챔피언십 경기였다. 그와 출전한 동료들로는 윌리엄 스콧, 밸 해리스, 그리고 윌리엄 레이시가 있었다. 1912년 3월 16일, 그는 1-4로 패한 윈저 파크에서의 스코틀랜드와의 경기에 출전했다. 1914년, 그는 해리스, 레이시, 루이스 부크먼, 그리고 빌리 질리스피와 함께 1914년 브리티시 홈 챔피언십 우승의 주역이 되었다. 1월 19일, 웨일스 원정에서 2-1로 이긴 아일랜드는 2월 14일에 에어섬 파크에서 잉글랜드를 3-0으로 이겼다. 당시 아일랜드 주장이었던 오코넬은 팔이 골절된 와중에도 계속 뛰었고, 10명의 아일랜드는 3월 14일에 윈저 파크에서 스코틀랜드와 1-1로 비겼다. 그는 1919년, 스코틀랜드와의 빅토리 인터내셔널 경기에서 아일랜드 국가대표팀 마지막 경기를 치렀다.

## 감독 경력

### 라싱 산탄데르
1922년, 그는 프레드 펜틀랜드의 후임으로 라싱 산탄데르의 감독이 되었다. 그는 이후 5번 지역 대회 우승을 거두고 1928년에는 소속 구단을 라 리가의 원년 시즌에 참가하도록 이끌었다. 이후, 그는 다시 라싱 감독을 맡아 1947-48 시즌과 1948-49 시즌에 지도했다.

### 오비에도
1929년 9월부터 1931년 5월까지, 오코넬은 세군다 디비시온의 오비에도를 지휘했다.

### 베티스
1931년부터 1935년까지 오코넬은 당시 베티스 발롬피에로 불렸던 베티스의 감독을 맡았다. 1931-32 시즌에 세군다 디비시온에서 승격을 이룩한 후, 오코넬은 시몬 레쿠에를 중심으로 한 베티스를 1934-35 시즌에 처음이자 마지막으로 라 리가 정상으로 이끌었다. 베티스는 1935년 4월 28일, 오코넬의 전 소속 구단인 라싱 산탄데르와의 경기에서 5-0으로 이기면서 우승을 확정지었다. 산탄데르와의 경기 전날 밤, 오코넬은 라싱 선수단이 머무는 호텔에서 전 소속 구단의 선수들을 만났는데, 경기를 져달라고 설득했다는 의혹이 있다. 베티스는 당시 라싱을 이겨야 레알 마드리드를 제칠 수 있었기 때문이었다.

### 바르셀로나
오코넬은 베티스에서의 성공으로 바르셀로나의 제의를 받았고, 그는 1935-36 시즌에 플러트코 페렌츠의 후임 감독이 되었다. 오코넬은 주제프 에스콜라, 도메네크 발마냐, 후안 호세 노게스, 그리고 엔리케 페르난데스가 포진한 선수단을 이끌고 카탈루냐 선수권 대회를 우승했고, 코파 데 에스파냐에서도 결승에 올라갔다. 레알 마드리드와의 결승전에서 마드리드에 1-2로 끌려갈 당시 에스콜라가 막판 동점골 기회를 잡았지만, 이를 리카르도 사모라가 선방했다.
1936-67 시즌, 라 리가가 스페인 내전으로 중단되었다. 그러나, 공화파 지역의 스페인 구단들은 지중해 리그에 참가했다. 1937년 초, 바르셀로나는 사업가 마누엘 마스 세라노의 제의를 당시 바르셀로나 선수들 중 한 명이었던 주제프 이보라를 통해 받았다. 세라노는 멕시코와 미국에서 몇 차례 친선경기를 펼칠 것을 제안했다. 제안에 따르면, 추가 경비를 따질 필요 없이 $15,000을 받을 것이라고 되어 있었다. 감독 오코넬, 구단 사무 앙헬 무르와 로센드 칼베트, 그리고 구단 의료진 모데스트 아모로스와 16명에서 20명 정도의 선수로 구성된 바르셀로나 선수단이 꾸려졌다. 멕시코에서 바르셀로나는 아메리카, 아틀란테, 네칵사, 그리고 멕시코 국가대표팀과 경기를 펼쳤다. 미국에서는 브루클린 히스파노, 브루클린 세인트 메리스 셀틱, 그리고 아메리칸 사커 리그 대표팀과 경기했다. 순회 친선전은 히브리 대표팀과의 경기로 마무리되었다.
바르셀로나는 이 순회 친선전으로 큰 돈을 벌고 빚을 청산하면서 구단을 살렸지만, 스페인에 네 선수만 오코넬과 복귀했는데, 나머지 선수들은 멕시코와 프랑스로 망명했다. 1937-38 시즌, 공화파의 영향 범위가 줄어들었고, 2회 지중해 리그의 조직이 불가능해졌다. 그러나, 카탈루냐 구단들만 참가하는 리가 카탈라나가 조직되었다. 선수들이 거의 빠져나간 가운데 오코넬의 바르셀로나는 리가 카탈라나와 카탈루냐 선수권 대회를 모두 석권했다.

### 세비야
오코넬은 1942년부터 1945년까지 세비야의 감독을 맡았다. 1년차인 1942-43 시즌, 그는 구단의 라 리가 준우승을 이끌었다.

## 유산
2017년, 레알 베티스의 구장 베니토 비야마린에 오코넬의 리그 우승을 기리는 흉상이 세워졌다. 패트릭 오코넬 기성회는 앨런 맥린, 퍼거스 다우드, 그리고 사이먼 니드햄이 조직했다. 마이클 앤더슨이 제작한 패트릭과 재단의 다큐멘터리가 2018년 5월에 재단이 제작했다. 패트릭 오코넬의 기념물은 2016년 4월에 새로 조성되었다.

## 수상

### 선수
아일랜드
- 브리티시 홈 챔피언십: 1914

### 감독
라싱 산탄데르
- 칸타브리아 선수권 대회: 1923–24, 1924–25, 1925–26, 1926–27, 1928–29

베티스
- 라 리가: 1934–35
- 세군다 디비시온: 1931–32

바르셀로나
- 지중해 리그: 1937
- 리가 카탈라나: 1937–38
- 카탈루냐 선수권 대회: 1935–36, 1937–38